# Pride of Free Enterprise
Pour les articles homonymes, voir Pride (homonymie).
Le Pride of Free Enterprise est le troisième ferry d’une série de trois navires construits pour la compagnie Townsend Thoresen. Il a pour navires-jumeaux l’Herald of Free Enterprise et le Spirit of Free Enterprise.

## Historique du navire
Le Pride of Free Enterprise a été construit par le chantier Schichau-Unterweser AG de Bremerhaven, en Allemagne, en 1980, et armé par Townsend Thoresen. Il possède deux navires jumeauxs : le Spirit of Free Enterprise et l’Herald of Free Enterprise.
Il assurait habituellement les liaisons transmanche entre Douvres et Calais.
Le 6 mars 1987, son navire-jumeau, l’Herald of Free Enterprise, chavire à la sortie du port de Zeebruges. À la suite de ce naufrage, la compagnie Townsend Thoresen est rachetée par la compagnie P & O Ferries. Des caméras de vidéosurveillance sont installés au niveau du pont-garage avant de vérifier la fermeture des portes avant le départ et le Pride of Free Enterprise (devenu le Pride of Bruges en 1987) reprend son service régulier. Sa coque et ses cheminées sont devenues bleues afin de faire oublier la tragédie ayant frappé son navire-jumeau.
En 1998, la compagnie P & O European Ferries fusionne avec la Stena Line sur la ligne Douvres—Calais. Le Pride of Bruges devient le P & O SL Picardy. En 2000, le navire est vendu à la compagnie Transeuropa Ferries après être resté désarmé quelques semaines. Il est renommé Oleander et effectue la liaison entre Ramsgate et Ostende. Le 20 juillet 2004, l’Oleander est rejoint par le Larkspur sur la ligne Ramsgate—Ostende.
À partir de 2010, l’Oleander navigue régulièrement sur les lignes entre l'Espagne et le Maroc pour la compagnie Comarit ou la compagnie Ferrimaroc. En avril 2013, la compagnie Transeuropa Ferries fait faillite et l’Oleander est récupéré par la compagnie Trasmediterránea. Il est renommé Sherbatskiy  et effectue la liaison entre Almería et Nador.